# Dietrich Lusici
Dietrich Lusici (* 25. Februar 1942 in Ragow als Dietrich Schade; † 12. März 2024 in Zerkwitz) war ein deutscher Maler, Grafiker und Keramiker.

## Leben
Nach einer Lehre als Dekorationsmaler von bis 1956 bis 1959 absolvierte Dietrich Schade von 1959 bis 1961 eine Lehre zum Plakat- und Schriftenmaler. In dieser Zeit entstanden erste eigene Zeichnungen und Malerbücher. Dem schloss sich 1963 bis 1967 ein externes Studium der Malerei und Graphik bei Bruno Konrad an der Spezialschule für Grafik und Malerei in Dresden und in Cottbus an. Noch während seines Graphikdesignstudiums an der Fachschule für Werbung und Gestaltung Berlin von 1967 bis 1970 zog er nach Berlin um. Dort arbeitete er von 1969 bis 1984 als Künstlerischer Leiter des „Studios Bildende Kunst“ in Berlin-Köpenick.
Seine Begabung wurde zunächst weiter gefördert. So war er von 1977 bis 1979 Meisterschüler von Werner Klemke an der Akademie der Künste der DDR. Privat und künstlerisch fand er in seinem Künstlergarten einen Rückzugsort.
1982 änderte Dietrich Schade seinen Namen urkundlich in Lusici (deutsch: „Der Lausitzer“). Er war Mitglied im Verband Bildender Künstler der DDR, galt aber als unangepasst und hatte nur beschränkt Ausstellungsmöglichkeiten. Für Einzelausstellungen stellte die evangelische Kirche ihm Räume zur Verfügung. 1986 siedelte er nach West-Berlin über.
Das Künstlerehepaar Angela und Dietrich Lusici wohnte und arbeitete in Lübbenau-Zerkwitz.

## Ehrungen
- 1974: Goldmedaille beim UNESCO-Wettbewerb Wasser ist Leben (zusammen mit Jürgen Stock)

## Ausstellungen und Ausstellungsbeteiligungen (unvollständig)
- 1976: Nationalmuseum Warschau
- 1976: Biennale di Venezia, Venedig
- 1977/1978: VIII. Kunstausstellung der DDR, Dresden
- 1979: Galerie am Prater, Berlin (Einzelausstellung)
- 1981: Akademie der Künste der DDR, Berlin („Meisterschüler der Akademie stellen aus“)
- 1981 und 1982: Galerie am Prater, Berlin („Berliner Grafik IX. bzw. XI“)
- 1983: Galerie am Prater, Berlin  („Retrospektive 1973 -1983“)
- 1985: Nationalgalerie Berlin („Auf gemeinsamen Wegen“. Kunstausstellung zum 40. Jahrestag der Befreiung.)
- 1988: Art Basel 88
- 1989: Kunsthalle Bremen
- 2000: Spreewaldmuseum Lübbenau
- postum 2025: Senftenberg, Museum des Landkreises Oberspreewald-Lausitz (mit Dieter Claußnitzer und Georgios Wlachopulos)[3]